# Microneta caestata
Microneta caestata är en spindelart som först beskrevs av Tord Tamerlan Teodor Thorell 1875.  Microneta caestata ingår i släktet Microneta och familjen täckvävarspindlar.
Artens utbredningsområde är Sverige. Inga underarter finns listade i Catalogue of Life.